# Sân vận động Yokosuka
Sân vận động Yokosuka là một sân vận động bóng chày nằm ở thành phố Yokosuka, Nhật Bản. Mở cửa vào năm 1949, nơi đây là sân nhà của câu lạc bộ Yokohama DeNA Baystars thi đấu tại Eastern League. Sân được sửa chữa lại vào năm 1997.